# Rubin Phillip
Rubin Phillip né 1948 est un évêque sud-africain du diocèse anglican du Natal (en) et militant des droits humains. 

## Biographie
Membre de travailleurs sous contrat d'Andhra Pradesh, Phillip est la première personne d'origine indienne en Afrique du Sud à occuper le poste d' évêque du Natal.  
Militant anti-apartheid, il passe trois ans en résidence surveillée dans les années 1970. Il est devient évêque en février 2000. Il continue à prendre des positions politiques et reste lié aux luttes populaires,. 
Phillip est impliqué dans le mouvement de la conscience noire et est  vice-président de l'Organisation des étudiants sud-africains pendant plusieurs  années. 

## Base d'AbahlaliMjondolo
Phillip est et reste un fervent partisan du mouvement des habitants des cabanes Abahlali baseMjondolo. Il participe à des réunions, des commémorations, des prières œcuméniques de masse, des marches et un rassemblement pour la Journée contre la liberté organisés par Abahlali baseMjondolo et soutient la bataille réussie de l'organisation pour que la loi sur les bidonvilles du KZN soit déclarée inconstitutionnelle. En septembre 2009, il condamne l'expulsion violente d'Abahlali baseMjondolo du campement informel de Kennedy Road , accusant l'ingérence politique et déclarant que « cette milice travaille avec le soutien des structures locales de l'ANC ». 
Il soutient le mouvement à travers l'affaire qui suit l'attentat.  

## Prix et reconnaissance
En août 2010, Phillip reçoit le prix Diakonia en reconnaissance de son engagement dans le mouvement anti-apartheid dès les années 1960, de son engagement dans la crise du Zimbabwe à sa solidarité avec le mouvement des habitants des bidonvilles, Abahlali baseMjondolo. Il dédie ce prix aux habitants des bidonvilles, en particulier ceux de Kennedy Road, et à tous ceux qui leur ont témoigné leur solidarité. 